# Канадзей
Канадзѐй (на италиански: Canazei; на ладински: Cjanacei, Чаначей) е село и община в Северна Италия, автономна провинция Тренто, автономен регион Трентино-Южен Тирол. Разположено е на 1450 m надморска височина. Населението на общината е 1895 души (към 2019 г.).